# Gulnackad amazon
Gulnackad amazon (Amazona auropalliata) är en fågel i familjen västpapegojor inom ordningen papegojfåglar.

## Utseende och läte
Gulnackad amazon är en 36 cm lång typiskt kraftig och huvudsakligen grön amazonpapegoja. Den har en bjärt gul fläck på nacken och rött på de fyra yttersta armpennorna som formar en vingspegel. Bortre halvan av stjärten är ibland gulgrön. Näbben är blek till mörkgrå, liksom ett naket område kring ögat. Arten är ljudlig med olika sorter skrin och visslingar.

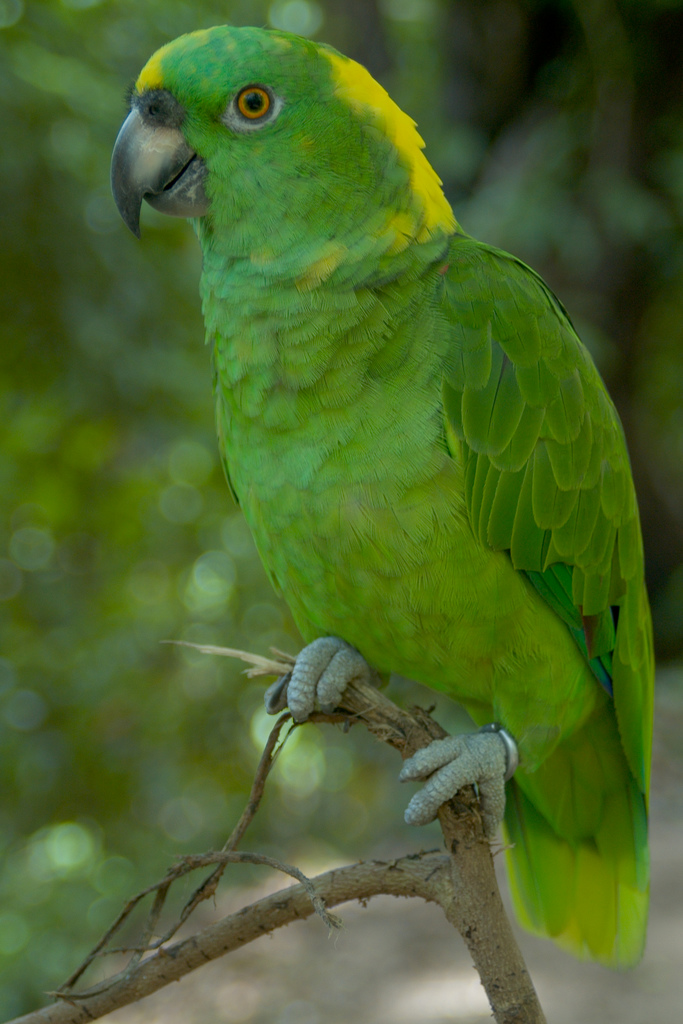

## Utbredning och status
Gulnackad amazon förekommer från tropiska östra Mexiko (Oaxaca) till nordvästra Costa Rica. IUCN kategoriserar arten som akut hotad.

## Taxonomi och namn
Gulnackad amazon beskrevs taxonomiskt som art av René Primevère Lesson 1842. Det vetenskapliga artnamnet auropalliata betyder "gulmantlad".
Släktesnamnet Amazona, och därmed det svenska gruppnamnet, kommer av att Georges-Louis Leclerc de Buffon kallade olika sorters papegojor från tropiska Amerika Amazone, helt enkelt för att de kom från området kring Amazonfloden. Ursprunget till flodens namn i sin tur är omtvistat. Den mest etablerade förklaringen kommer från när kvinnliga krigare attackerade en expedition på 1500-talet i området ledd av Francisco de Orellana. Han associerade då till amasoner, i grekisk mytologi en stam av iranska kvinnokrigare i Sarmatien i Skytien.
Andra menar dock att namnet kommer från ett lokalt ord, amassona, som betyder "förstörare av båtar".